# Robert Kirkman
Robert Kirkman (Richmond, 30 novembre 1978) è un fumettista statunitense, celebre in particolare per le serie The Walking Dead, Invincible e Marvel Zombi.

## Biografia
Nel 2010 Kirkman ha collaborato alla realizzazione della serie televisiva The Walking Dead, tratta dalla sua omonima opera a fumetti, in veste di produttore esecutivo e di sceneggiatore del quarto episodio della prima stagione, intitolato Vatos, e del secondo episodio della quinta stagione, intitolato Sconosciuti. Nello stesso anno fonda l'etichetta Skybound sotto l'ombrello della Image Comics.
Sempre nel 2010 è stato premiato come Best Comic Book Writer agli Scream Awards.
In seguito co-produce la serie televisiva del 2016 Outcast, adattata dal suo omonimo fumetto.

## Vita privata
Kirkman ha chiamato suo figlio Peter Parker Kirkman, ispirandosi all'identità civile del suo supereroe preferito, Spider-Man.

## Opere

### Image Comics
- The Astounding Wolf-Man (2007–2010)
- Brit (2003–2004, 2007–2008)
- Capes (miniserie)
- Haunt (2009–presente)
- Image United (2009–2010)
- Invincible (2003–2018)
- Pilot Season per Top Cow Comics un partner della Image (2009/2010)[5]
- Murderer #1 (W) Robert Kirkman (A) Nelson Blake II (Cov) Marc Silvestri
- Demonic #1 (W) Robert Kirkman (A) Joe Benitez (Cov) Marc Silvestri
- Stealth #1 (W) Robert Kirkman (A) Sheldon Mitchell (Cov) Marc Silvestri
- Stellar #1 (W) Robert Kirkman (A) Bernard Chang (Cov) Marc Silvestri
- Hardcore #1 (W) Robert Kirkman (A) Brian Stelfreeze (Cov) Marc Silvestri
- SuperPatriot
- Tech Jacket (2002–2003)
- The Walking Dead (2003–2019)
- Guardians of the Globe (2010-2013)
- Spawn #200: "Prologue" (2011)
- Outlaw Territory: "Man on a Horse: A Dawson Brothers Tale" (2011)
- Super Dinosaur (2011)
- The Infinite (2011)
- Thief of Thieves (2012)
- Outcast - Il reietto (2014-2018)
- Oblivion Song (2018-2021)
- Die!Die!Die! (2018– in corso)[6]
- Fire Power  (2020–in corso) [7]

### Marvel Comics
- Capitan America (2004)
- Distruttore
- Epic Anthology
- Fantastici Quattro: Foes (2005)
- The Irredeemable Ant-Man (2006–2007)
- Jubilee (2004)
- Marvel Knights 2099
- Marvel Team-Up (2005–2007)
- Marvel Zombi (2005–2007)
- Marvel Zombi (2005–2006)
- Marvel Zombies: Dead Days (2006)
- Marvel Zombies 2 (2007)
- Sleepwalker
- Ultimate X-Men

### Romanzi
Kirkman ha collaborato alla realizzazione della serie di romanzi di The Walking Dead dedicati al personaggio di Philip Blake, conosciuto come "il Governatore" e alle vicissitudini della sua comunità dopo la sua morte.
- The Walking Dead - L'ascesa del Governatore (con Jay Bonansinga 2011)
- The Walking Dead - La strada per Woodbury (con Jay Bonansinga 2012)
- The Walking Dead - La caduta del Governatore (con Jay Bonansinga 2013)
- The Walking Dead - La vendetta del Governatore (con Jay Bonansinga 2014)

### Altri
- Battle Pope (2000)
- Space ace (2010)

### Televisione
- Fear the Walking Dead (2015)
- Outcast (2016)
- Invincible (2021)